# Elecciones municipales del Santa de 2022
Las elecciones municipales del Santa de 2022 se llevaron a cabo el 2 de octubre de 2022 para elegir al alcalde y al Concejo Provincial del Santa para el periodo 2023-2026. La elección se celebró simultáneamente con elecciones regionales y municipales (provinciales y distritales) en todo el Perú.

## Sistema electoral
La Municipalidad Provincial del Santa es el órgano administrativo y de gobierno de la provincia del Santa. Está compuesta por el alcalde y el Concejo Provincial.
La votación del alcalde y el concejo se realiza en base al sufragio universal, que comprende a todos los ciudadanos nacionales y no nacionales mayores de dieciocho años, empadronados y residentes en la provincia del Santa y en pleno goce de sus derechos políticos. No hay reelección inmediata de alcaldes.
El Concejo Provincial del Santa está compuesto por 13 regidores elegidos por sufragio directo para un período de cuatro (4) años, en forma conjunta con la elección del alcalde (quien lo preside). La votación es por lista cerrada y bloqueada. Se asigna a la lista ganadora los escaños según el método d'Hondt o la mitad más uno, lo que más le favorezca.

## Composición del Concejo Provincial del Santa
La siguiente tabla muestra la composición del Concejo Provincial del Santa antes de las elecciones.
| Partidos | Partidos                                              | Regidores |
| -------- | ----------------------------------------------------- | --------- |
|          | Movimiento Independiente Regional Áncash a la Obra    | 8         |
|          | Alianza para el Progreso                              | 2         |
|          | Somos Perú                                            | 1         |
|          | Movimiento Regional El Maicito                        | 1         |
|          | Movimiento Independiente Regional Río Santa Caudaloso | 1         |

## Elecciones internas
Los partidos políticos realizaron la convocatoria a elecciones internas (15–22 de enero de 2022) para definir a los candidatos de sus organizaciones en listas cerradas y bloqueadas. Se sometieron a elección las candidaturas a:
- Alcaldía Provincial del Santa (1 candidatura).
- Concejo Provincial del Santa (13 candidaturas).
- Alcaldías distritales del Santa (8 candidaturas).
- Concejos distritales del Santa (46 candidaturas).

Existen dos modalidades para la organización de las elecciones internas:
- Modalidad de elección directa: Elecciones con voto universal, libre, voluntario, igual, directo y secreto de los afiliados. Fue la modalidad utilizada por Alianza para el Progreso,[5] Somos Perú,[6] Acción Popular[7] y Alianza Gobierno Unidad y Acción.[8] Las elecciones se realizaron el 15 de mayo de 2022.
- Modalidad de delegados: Elecciones a través de delegados previamente elegidos mediante voto universal, libre, voluntario, igual, directo y secreto de los afiliados. Fue la modalidad utilizada por Movimiento Independiente Regional Áncash a la Obra,[9] Movimiento Regional El Maicito,[9] Fuerza Popular,[10] Podemos Perú,[11] Movimiento Acción Nacionalista Peruano,[9] Juntos por el Perú,[12] Avanza País,[13] Perú Libre,[14] Renovación Popular,[15] Frente de la Esperanza[16] y Socios por Áncash.[9] Las elecciones se realizaron el 22 de mayo de 2022.

## Partidos y candidatos
A continuación se muestra una lista de los principales partidos y alianzas electorales que participan en las elecciones:
| Candidatura | Candidatura | Partidos y alianzas                                            | Candidatos | Candidatos                   | Ideología                                                           | Resultado previo | Resultado previo | Ref.   |
| Candidatura | Candidatura | Partidos y alianzas                                            | Candidatos | Candidatos                   | Ideología                                                           | Votos (%)        | Reg.             | Ref.   |
| ----------- | ----------- | -------------------------------------------------------------- | ---------- | ---------------------------- | ------------------------------------------------------------------- | ---------------- | ---------------- | ------ |
|             | B           | Lista - Movimiento Independiente Regional Áncash a la Obra (B) |            | Leandro Pérez Rodríguez      | Regionalismo ancashino                                              | 23.37%           | 8                | [ 17 ] |
|             | APP         | Lista - Alianza para el Progreso (APP)                         |            | Christian Calderón Luna      | Liberalismo económico Conservadurismo liberal Populismo de derecha  | 18.40%           | 2                | [ 17 ] |
|             | SP          | Lista - Somos Perú (SP)                                        |            | Germán Purizaca Sedano       | Democracia cristiana Conservadurismo social                         | 10.71%           | 1                | [ 17 ] |
|             | EM          | Lista - Movimiento Regional El Maicito (EM)                    |            | Dayci Bautista Huamán        | Regionalismo ancashino                                              | 10.17%           | 1                | [ 17 ] |
|             | FP          | Lista - Fuerza Popular (FP)                                    |            | Roosevelt Purisaca Alcántara | Fujimorismo Conservadurismo social Populismo de derecha             | 3.25%            | 0                | [ 17 ] |
|             | PP          | Lista - Podemos Perú (PP)                                      |            | Juan Calderón Altamirano     | Conservadurismo social Populismo Nacionalismo                       | 2.85%            | 0                | [ 17 ] |
|             | MANPE       | Lista - Movimiento Acción Nacionalista Peruano (MANPE)         |            | Ivo Rincón Ruiz              | Regionalismo ancashino                                              | 1.80%            | 0                | [ 17 ] |
|             | JP          | Lista - Juntos por el Perú (JP)                                |            | Luis Gamarra Alor            | Socialismo democrático Progresismo                                  | 1.46%            | 0                | [ 17 ] |
|             | AvP         | Lista - Avanza País (AvP)                                      |            | Julio Canchis Manrique       | Conservadurismo liberal Neoliberalismo                              | 0.58%            | 0                | [ 17 ] |
|             | AP          | Lista - Acción Popular (AP)                                    |            | Rosa Azaña Briones           | Partido atrapalotodo                                                | Nuevo            | Nuevo            | [ 17 ] |
|             | PL          | Lista - Perú Libre (PL)                                        |            | Anderson Portalatino Ávalos  | Socialismo del siglo XXI Marxismo-leninismo Mariateguismo           | Nuevo            | Nuevo            | [ 17 ] |
|             | RP          | Lista - Renovación Popular (RP)                                |            | Jhonny Reyes Villena         | Ultraconservadurismo Fundamentalismo cristiano Populismo de derecha | Nuevo            | Nuevo            | [ 17 ] |
|             | FE          | Lista - Frente de la Esperanza (FE)                            |            | Raúl Romero Salinas          | Reformismo                                                          | Nuevo            | Nuevo            | [ 17 ] |
|             | AGUA        | Lista - Alianza Gobierno Unidad y Acción (AGUA)                |            | Eduardo Cano Lozada          | Regionalismo ancashino                                              | Nuevo            | Nuevo            | [ 17 ] |
|             | C           | Lista - Socios por Áncash (C)                                  |            | Yessica Montoya Caldas       | Regionalismo ancashino                                              | Nuevo            | Nuevo            | [ 17 ] |

## Sondeos de opinión
Las siguientes tablas enumeran las estimaciones de la intención de voto en orden cronológico inverso, mostrando las más recientes primero y utilizando las fechas en las que se realizó el trabajo de campo de la encuesta. Cuando se desconocen las fechas del trabajo de campo, se proporciona la fecha de publicación.

### Intención de voto
La siguiente tabla enumera las estimaciones ponderadas (sin incluir votos en blanco y nulos) de la intención de voto.
| Encuestadora/Medio             | Fecha             | Muestra | Luis Gamarra | Yessica Monto. | Christian Calderón | Eduardo Cano | Dayci Bautista | Ivo Rincón | Leandro Pérez | Raúl Romero | Jhonny Reyes | Roosev. Purisaca | Ander. Portal. | Germán Purizaca | Juan Calderón | Dif. |  |  |  |
| ------------------------------ | ----------------- | ------- | ------------ | -------------- | ------------------ | ------------ | -------------- | ---------- | ------------- | ----------- | ------------ | ---------------- | -------------- | --------------- | ------------- | ---- |  |  |  |
| Encuestadora/Medio             | Fecha             | Muestra |              |                |                    |              |                |            |               |             |              |                  |                |                 |               |      |  |  |  |
| Elecciones municipales de 2022 | 2 oct 2022        | —       | 13.3         | 12.6           | 12.0               | 11.4         | 11.3           | 9.8        | 7.0           | 6.9         | 3.0          | 2.9              | 2.6            | 2.5             | 2.2           | 0.7  |  |  |  |
|                                |                   |         |              |                |                    |              |                |            |               |             |              |                  |                |                 |               |      |  |  |  |
| Ipsos Perú/América             | 2 oct 2022        | ?       | 14.3         | 13.4           | 10.4               | 11.2         | –              | –          | –             | –           | –            | –                | –              | –               | –             | 0.9  |  |  |  |
| Ipsos Perú/América             | 2 oct 2022        | ?       | 15.8         | 12.6           | 11.7               | 13.5         | –              | –          | –             | –           | –            | –                | –              | –               | –             | 2.3  |  |  |  |
| CIMA                           | 18–22 sep 2022    | 738     | 17.1         | 27.9           | 16.6               | 7.9          | 12.0           | 6.1        | 3.7           | –           | 1.7          | –                | –              | 1.3             | 3.7           | 10.8 |  |  |  |
| Klambp                         | 17–21 sep 2022    | 274     | 21.7         | 25.7           | 16.1               | –            | 4.5            | 12.1       | 3.6           | –           | –            | –                | –              | 8.5             | 2.0           | 4.0  |  |  |  |
| CIMA                           | 5–9 sep 2022      | 738     | 16.1         | 27.4           | 15.9               | 8.0          | 8.7            | 6.1        | 3.8           | –           | 3.0          | –                | –              | 2.3             | 5.8           | 11.3 |  |  |  |
| Klambp                         | 30 jun–6 jul 2022 | 151     | 1.8          | –              | 13.8               | –            | 8.4            | 2.8        | 13.0          | –           | 1.0          | –                | –              | 11.0            | 5.6           | 0.8  |  |  |  |
| CIMA                           | 27 jun–2 jul 2022 | 907     | 11.5         | –              | 9.8                | –            | 8.5            | 2.9        | 5.0           | –           | 6.4          | –                | –              | –               | 8.1           | 1.7  |  |  |  |
| Klambp                         | 5–14 jun 2022     | ?       | 8.2          | –              | 20.9               | –            | 8.2            | 5.5        | 4.5           | –           | 3.7          | –                | –              | 10.9            | 15.4          | 5.5  |  |  |  |
| CIMA                           | 28 mar–1 abr 2022 | 907     | 10.1         | –              | –                  | –            | –              | 6.9        | 5.4           | –           | –            | –                | –              | –               | 12.7          | 2.6  |  |  |  |

### Preferencias de voto
La siguiente tabla enumera las preferencias de voto en bruto (incluyendo blancos, viciados y sin respuesta) y no ponderadas.
| Encuestadora/Medio             | Fecha             | Muestra | Luis Gamarra | Yessica Monto. | Christian Calderón | Eduardo Cano | Dayci Bautista | Ivo Rincón | Leandro Pérez | Raúl Romero | Jhonny Reyes | Roosev. Purisaca | Ander. Portal. | Germán Purizaca | Juan Calderón | B/V  | NS/NO | Dif. |  |  |  |  |
| ------------------------------ | ----------------- | ------- | ------------ | -------------- | ------------------ | ------------ | -------------- | ---------- | ------------- | ----------- | ------------ | ---------------- | -------------- | --------------- | ------------- | ---- | ----- | ---- |  |  |  |  |
| Encuestadora/Medio             | Fecha             | Muestra |              |                |                    |              |                |            |               |             |              |                  |                |                 |               |      |       |      |  |  |  |  |
| Elecciones municipales de 2022 | 2 oct 2022        | —       | 11.0         | 10.4           | 9.8                | 9.4          | 9.3            | 8.1        | 5.8           | 5.7         | 2.5          | 2.4              | 2.1            | 2.1             | 1.8           | 17.8 | –     | 0.6  |  |  |  |  |
|                                |                   |         |              |                |                    |              |                |            |               |             |              |                  |                |                 |               |      |       |      |  |  |  |  |
| CIMA                           | 18–22 sep 2022    | 738     | 16.2         | 26.4           | 15.7               | 7.5          | 11.3           | 5.8        | 3.5           | –           | 1.6          | –                | –              | 1.2             | 3.5           | –    | 5.5   | 10.2 |  |  |  |  |
| Klambp                         | 17–21 sep 2022    | 274     | 16.3         | 19.3           | 12.1               | –            | 2.7            | 9.1        | 6.4           | –           | –            | –                | –              | 3.4             | 1.5           | –    | 25.0  | 3.0  |  |  |  |  |
| CIMA                           | 5–9 sep 2022      | 738     | 14.4         | 24.5           | 14.2               | 7.2          | 7.8            | 5.5        | 3.4           | –           | 2.7          | –                | –              | 2.1             | 5.2           | –    | 10.5  | 10.1 |  |  |  |  |
| Klambp                         | 30 jun–6 jul 2022 | 151     | 1.3          | –              | 9.9                | –            | 6.0            | 2.0        | 9.3           | –           | 0.7          | –                | –              | 7.9             | 4.0           | –    | 28.5  | 0.6  |  |  |  |  |
| CIMA                           | 27 jun–2 jul 2022 | 907     | 10.2         | –              | 8.7                | –            | 7.5            | 2.6        | 4.4           | –           | 4.7          | –                | –              | –               | 7.2           | –    | 11.6  | 1.5  |  |  |  |  |
| Klambp                         | 5–14 jun 2022     | ?       | 6.0          | –              | 15.3               | –            | 6.0            | 3.3        | 11.3          | –           | 2.7          | –                | –              | 8.0             | 4.0           | –    | 26.7  | 4.0  |  |  |  |  |
| CIMA                           | 28 mar–1 abr 2022 | 907     | 8.4          | –              | –                  | –            | –              | 5.7        | 4.5           | –           | –            | –                | –              | –               | 10.5          | –    | 17.1  | 2.1  |  |  |  |  |

## Resultados

### Sumario general
|                        |                                                        |              |              |              |           |           |
| Partidos y coaliciones | Partidos y coaliciones                                 | Voto popular | Voto popular | Voto popular | Regidores | Regidores |
| Partidos y coaliciones | Partidos y coaliciones                                 | Votos        | %            | +/−          | Total     | +/−       |
|                        | Juntos por el Perú (JP)                                | 30,019       | 13.33        | +11.87       | 8         | +8        |
|                        | Socios por Áncash (C)                                  | 28,435       | 12.63        | Nuevo        | 1         | +1        |
|                        | Alianza para el Progreso (APP)                         | 27,001       | 11.99        | –6.41        | 1         | –1        |
|                        | Alianza Gobierno Unidad y Acción (AGUA)                | 25,609       | 11.38        | Nuevo        | 1         | +1        |
|                        | Movimiento Regional El Maicito (EM)                    | 25,330       | 11.25        | +1.08        | 1         | ±0        |
|                        | Movimiento Acción Nacionalista Peruano (MANPE)         | 22,129       | 9.83         | +8.03        | 1         | +1        |
|                        | Movimiento Independiente Regional Áncash a la Obra (B) | 15,768       | 7.00         | –16.37       | 0         | –8        |
|                        | Frente de la Esperanza (FE)                            | 15,614       | 6.94         | Nuevo        | 0         | ±0        |
|                        | Renovación Popular (RP)                                | 6,776        | 3.01         | Nuevo        | 0         | ±0        |
|                        | Fuerza Popular (FP)                                    | 6,632        | 2.95         | –0.30        | 0         | ±0        |
|                        | Perú Libre (PL)                                        | 5,819        | 2.58         | Nuevo        | 0         | ±0        |
|                        | Somos Perú (SP)                                        | 5,718        | 2.54         | –8.17        | 0         | –1        |
|                        | Podemos Perú (PP)                                      | 4,978        | 2.21         | –0.64        | 0         | ±0        |
|                        | Avanza País (AvP)                                      | 2,852        | 1.27         | +0.69        | 0         | ±0        |
|                        | Acción Popular (AP)                                    | 2,444        | 1.09         | n/a          | 0         | ±0        |
|                        |                                                        |              |              |              |           |           |
| Total                  | Total                                                  | 225,124      |              |              | 13        | ±0        |
|                        |                                                        |              |              |              |           |           |
| Votos válidos          | Votos válidos                                          | 225,124      | 81.70        | –2.01        |           |           |
| Votos en blanco        | Votos en blanco                                        | 13,540       | 4.91         | +2.06        |           |           |
| Votos nulos            | Votos nulos                                            | 36,894       | 13.39        | –0.05        |           |           |
| Votos emitidos         | Votos emitidos                                         | 275,558      | 76.48        | –3.32        |           |           |
| Abstenciones           | Abstenciones                                           | 84,748       | 23.52        | +3.32        |           |           |
| Votantes registrados   | Votantes registrados                                   | 360,306      |              |              |           |           |
|                        |                                                        |              |              |              |           |           |
| Fuente:                |                                                        |              |              |              |           |           |

### Concejo Provincial del Santa
| Cargo                         | Autoridad electa            | Partido político | Partido político                       |
| ----------------------------- | --------------------------- | ---------------- | -------------------------------------- |
| Alcalde Provincial del Santa  | Luis Gamarra Alor           |                  | Juntos por el Perú                     |
| Regidor Provincial del Santa  | Felipe Mantilla Gonzales    |                  | Juntos por el Perú                     |
| Regidora Provincial del Santa | Patricia Villarreal Paredes |                  | Juntos por el Perú                     |
| Regidor Provincial del Santa  | Elmer Gamarra Mendoza       |                  | Juntos por el Perú                     |
| Regidora Provincial del Santa | Ana Salazar Carrillo        |                  | Juntos por el Perú                     |
| Regidor Provincial del Santa  | Ebert Paredes Pérez         |                  | Juntos por el Perú                     |
| Regidor Provincial del Santa  | Emily Vásquez Bances        |                  | Juntos por el Perú                     |
| Regidor Provincial del Santa  | Segundo Gomez Chuquiruna    |                  | Juntos por el Perú                     |
| Regidora Provincial del Santa | Key Apolonio Mendez         |                  | Juntos por el Perú                     |
| Regidora Provincial del Santa | Yessica Montoya Caldas      |                  | Socios por Áncash                      |
| Regidor Provincial del Santa  | Manuel Alvarado Isla        |                  | Alianza para el Progreso               |
| Regidor Provincial del Santa  | Eduardo Cano Lozada         |                  | Alianza Gobierno Unidad y Acción       |
| Regidor Provincial del Santa  | Pedro Bernabé Domínguez     |                  | Movimiento Regional El Maicito         |
| Regidor Provincial del Santa  | Juan Villarreal Olaya       |                  | Movimiento Acción Nacionalista Peruano |

## Elecciones municipales distritales

### Sumario general
| Partidos y coaliciones | Partidos y coaliciones                                 | Voto popular | Voto popular | Voto popular | Regidores | Regidores |
| Partidos y coaliciones | Partidos y coaliciones                                 | Votos        | %            | +/−          | Total     | +/−       |
| ---------------------- | ------------------------------------------------------ | ------------ | ------------ | ------------ | --------- | --------- |
|                        | Alianza para el Progreso (APP)                         | 26,289       | 22.82        | +12.44       | 2         | +2        |
|                        | Movimiento Regional El Maicito (EM)                    | 21,807       | 18.93        | +8.65        | 1         | –1        |
|                        | Alianza Gobierno Unidad y Acción (AGUA)                | 13,310       | 11.55        | Nuevo        | 0         | ±0        |
|                        | Socios por Áncash (C)                                  | 10,736       | 9.32         | Nuevo        | 1         | +1        |
|                        | Juntos por el Perú (JP)                                | 8,638        | 7.50         | +5.23        | 0         | ±0        |
|                        | Movimiento Acción Nacionalista Peruano (MANPE)         | 8,375        | 7.27         | +5.02        | 1         | +1        |
|                        | Movimiento Independiente Regional Áncash a la Obra (B) | 6,722        | 5.83         | –9.80        | 1         | ±0        |
|                        | Frente de la Esperanza (FE)                            | 6,202        | 5.38         | Nuevo        | 1         | +1        |
|                        | Somos Perú (SP)                                        | 4,023        | 3.49         | –3.85        | 0         | ±0        |
|                        | Renovación Popular (RP)                                | 2,722        | 2.36         | Nuevo        | 1         | +1        |
|                        | Perú Libre (PL)                                        | 2,457        | 2.13         | Nuevo        | 0         | ±0        |
|                        | Fuerza Popular (FP)                                    | 2,287        | 1.98         | –2.04        | 0         | ±0        |
|                        | Acción Popular (AP)                                    | 880          | 0.76         | –5.41        | 0         | ±0        |
|                        | Podemos Perú (PP)                                      | 662          | 0.57         | –2.90        | 0         | ±0        |
|                        | Avanza País (AvP)                                      | 112          | 0.10         | –0.32        | 0         | ±0        |
|                        |                                                        |              |              |              |           |           |
| Total                  | Total                                                  | 115,222      |              |              | 8         | ±0        |
|                        |                                                        |              |              |              |           |           |
| Votos válidos          | Votos válidos                                          | 115,222      | 82.23        | +2.85        |           |           |
| Votos en blanco        | Votos en blanco                                        | 10,728       | 7.66         | –1.12        |           |           |
| Votos nulos            | Votos nulos                                            | 14,173       | 10.11        | –1.73        |           |           |
| Votos emitidos         | Votos emitidos                                         | 140,123      | 78.43        | –2.36        |           |           |
| Abstenciones           | Abstenciones                                           | 38,548       | 21.57        | +2.36        |           |           |
| Votantes registrados   | Votantes registrados                                   | 178,671      |              |              |           |           |
|                        |                                                        |              |              |              |           |           |
| Fuente:                |                                                        |              |              |              |           |           |

### Resultados por distrito
La siguiente tabla enumera el control de los distritos de la provincia del Santa. El cambio de mando de una organización política se resalta del color de ese partido.
| Distrito         | Alcalde(sa) titular      | Partido político | Partido político        | Alcalde(sa) electo(a)   | Partido político | Partido político            |
| ---------------- | ------------------------ | ---------------- | ----------------------- | ----------------------- | ---------------- | --------------------------- |
| Cáceres del Perú | Roosvelt Cerna Velásquez |                  | Partido Aprista Peruano | Adelmo Peralta Zavaleta |                  | Socios por Áncash           |
| Coishco          | Abel Sánchez Cruz        |                  | Democracia Directa      | Heber Sánchez Cruz      |                  | El Maicito                  |
| Macate           | Diunior Contreras Reyes  |                  | El Maicito              | Fidel Alva López        |                  | Renovación Popular          |
| Moro             | Ivo Rincón Ruiz          |                  | Río Santa Caudaloso     | Julia Ochoa Salinas     |                  | Acción Nacionalista Peruano |
| Nepeña           | Pedro Carranza López     |                  | Río Santa Caudaloso     | Manuel Figueroa Laos    |                  | Frente de la Esperanza      |
| Nuevo Chimbote   | Domingo Caldas Crecencio |                  | Áncash a la Obra        | Walter Soto Campos      |                  | Alianza para el Progreso    |
| Samanco          | Arturo Molina Haro       |                  | El Maicito              | Sebastián Obregón Reyes |                  | Áncash a la Obra            |
| Santa            | Eugenio Jara Acosta      |                  | Río Santa Caudaloso     | Álex Motta Borjas       |                  | Alianza para el Progreso    |